# Cot Abeuk
Cot Abeuk is een bestuurslaag in het regentschap Sabang van de provincie Atjeh, Indonesië. Cot Abeuk telt 451 inwoners (volkstelling 2010).